# Apexacuta orsedice
Apexacuta orsedice is een vlinder uit de familie van de Nymphalidae. De wetenschappelijke naam van deze soort is voor het eerst voorgesteld als Pronophila orsedice door William Chapman Hewitson in een publicatie uit 1878. 
De soort komt voor in Colombia en Ecuador.

## Ondersoorten
- Apexacuta orsedice orsedice
- Apexacuta orsedice colombiana (Krüger, 1924) (Colombia)
  - = Drucina orsedice colombiana Krüger, 1924
- Apexacuta orsedice violacea (Weymer, 1912) (Ecuador)
  - = Drucina orsedice colombiana Weymer, 1912